# Stoubach
Stoubach ist ein Dorf in der belgischen Eifel mit 18 Einwohnern, das zur Gemeinde Burg-Reuland in der Deutschsprachigen Gemeinschaft gehört.

## Geografie

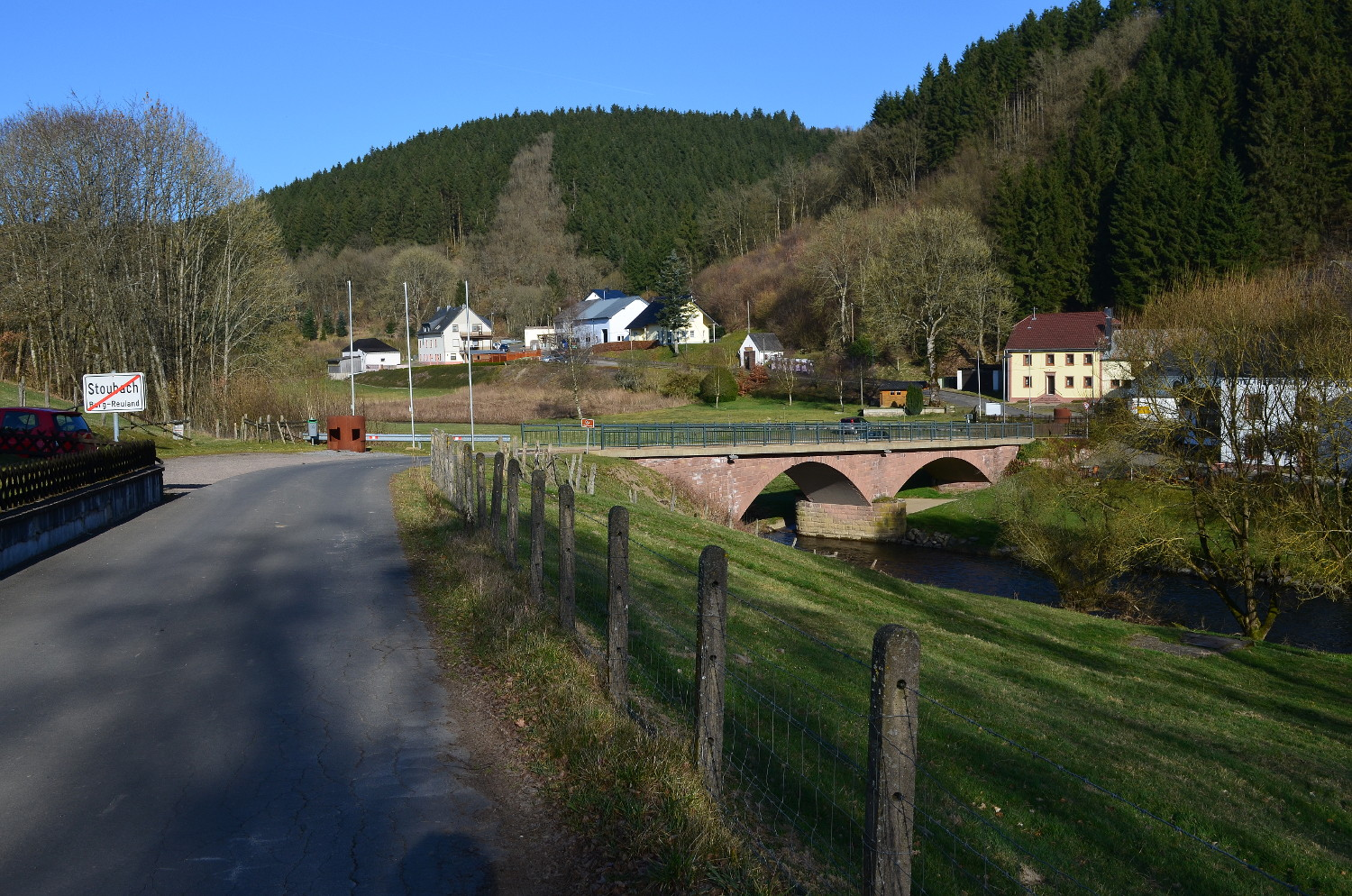
Blick vom belgischen Stoubach nach Stupbach, Deutschland

Stoubach liegt im Ourtal zwischen Diepert im Norden, Oberhausen im Süden, Richtenberg im Westen (allesamt Gemeinde Burg-Reuland) sowie dem sich unmittelbar östlich, jenseits des Flusses anschließenden deutschen Stupbach (Ortsteil der Gemeinde Lützkampen). Stoubach/Stupbach, beides im Volksmund „Stubisch“, bildet ein historisch gewachsenes belgisch-deutsches Doppeldorf. 
Bei Stoubach fließt der Federbach in die Our.
Stoubach/Stupbach ist nicht das einzige durch die belgisch-deutsche Grenze geteilte Dorf. In vergleichbarer Situation liegen weiter nördlich die Dörfer Lichtenbusch, Kehr und Steinebrück.

## Geschichte
Kulturell gesehen stellt Stoubach gar kein eigenständiges Dorf dar, sondern ist lediglich die eine Hälfte eines Dorfes, dessen andere Hälfte das deutsche Stupbach ausmacht. Einem politischen Hin und Her um das Gebiet Eupen-Malmedy-St. Vith ist es zu verdanken, dass das Dorf 1920 aufgrund des Versailler Vertrages in zwei Teile gerissen wurde. Nachdem das Gebiet bis dahin zu Preußen gehört hatte, wurde es nun belgisch. Die neue Grenze stellte an dieser Stelle die mitten durch das Dorf fließende Our dar, womit die politische Trennung des Dorfes erfolgt war. Nach der Eroberung Belgiens durch die deutsche Wehrmacht im Jahre 1940 wurde das Dorf zwar vorübergehend wieder vereint, doch schon wenige Jahre später, nach Ende der Naziherrschaft, wurde 'Stubisch' erneut geteilt. Die Schreibweisen der Namen beider Ortsteile belegen deren deutsche (Stupbach) bzw. belgisch-französische (Stoubach) Zugehörigkeit.
Stoubach und Stupbach verbindet eine Brücke, die jedoch während des Zweiten Weltkriegs zerstört wurde. Planungen eines Neubaus wurden 1953 begonnen. Dieser war von besonderer Dringlichkeit, da Landwirte aus beiden Dorfteilen Land im jeweils anderen Dorfteil bewirtschafteten. Die neue Brücke wurde 1955 fertiggestellt, wobei sich Belgien und Deutschland erst 1973 endgültig über die Zuständigkeiten in Bezug auf den Unterhalt einig werden konnten.